# Pasquale Foggia
Pour les articles homonymes, voir Foggia (homonymie).
Pasquale Foggia est un footballeur italien né le 3 juin 1983 à Naples évoluant au poste d'attaquant.

## Biographie
Il commence sa carrière au Milan AC en 2000 avec lequel il ne disputera aucun match officiel. En 2000, il va au Trévise Football Club en copropriété avec le Milan. Il fait ses débuts en Serie C1 et évolue à Trévise durant 3 saisons où il aidera à la montée du club en Série B en 2003. Durant la saison 2003-2004, le Milan AC, le cède de nouveau en copropriété mais au Empoli FC. En 2005 et 2006, Foggia est successivement prêté au FC Crotone et à l'Ascoli Calcio 1898 où il réalisera des performances remarquées. 
Lors de l'été 2006, il est transféré à la Lazio de Rome, mais pour sa première saison à la Lazio, il joue peu et au mercato d'hiver 2006, il est prêté à la Reggina Calcio. Lors de la saison 2007-2008, la Lazio le prête de nouveau, cette fois-ci du côté du Cagliari Calcio. Avec le club sarde, il fait forte impression ce qui lui vaut d'être appelé en équipe nationale italienne pour un match contre la Géorgie, le 13 octobre 2007. Par ailleurs, il est l'un des grands artisans du maintien de Cagliari en Série A. À la fin de la saison, Massimo Cellino, le président de Cagliari souhaite faire signer définitivement Foggia mais le joueur revient finalement à la Lazio. Pour ce début de saison 2008-2009, il réussit quelque peu à s'imposer au sein de l'attaque laziale mais malgré tout la concurrence est très forte avec Mauro Zárate, Goran Pandev et Tommaso Rocchi.
Il est prêté le 31 août 2011 à l'UC Sampdoria fraichement relégué en Serie B.

## Carrière
- 2000-2006 :  Milan AC
- 2000-2003 :  Trévise Football Club
- 2003-déc. 2004 :  Empoli FC
- jan. 2005-2005 :  FC Crotone
- 2005-2006 :  Ascoli Calcio 1898
- 2006-2013 :  Lazio Rome
  - jan. 2007-2007 : Reggina Calcio (prêt)
  - 2007-2008 :  Cagliari Calcio (prêt)
  - 2011-2012 :  UC Sampdoria Gênes (prêt)
- 2013-2014 :  US Salernitana[2]

## Palmarès
- 1 Coupe d'Italie : 2009 (SS Lazio)
- 1 Supercoupe d'Italie : 2009 (SS Lazio)